# Dawn of Chromatica
A Dawn of Chromatica Lady Gaga amerikai énekesnő harmadik remixalbuma, amely az Interscope Records és a Streamline kiadóknál jelent meg 2021. szeptember 3-án. Az album az énekesnő Chromatica (2020) című hatodik stúdióalbumának dalaiból készített remixeket tartalmazza. Az album egy underground, hyperpopos produkciót követ, és számos pop- és elektronikus zenésszel való együttműködés hallható rajta.
Gaga célja az albummal az volt, hogy megmutassa szeretetét és támogatását a fiatalabb, feltörekvő művészek felé. Olyan előadók szerepelnek a remixeken, mint Arca, Rina Sawayama, Pabllo Vittar, Charli XCX, Ashnikko, Shygirl, Dorian Electra és Bree Runway. A remixalbum megőrizte a lemez eredeti közreműködőit is, úgymint Ariana Grande, a Blackpink vagy Elton John. A Dawn of Chromatica általában kedvező kritikákat kapott a zenekritikusoktól, akik hangsúlyozták kísérleti jellegét. Kereskedelmi szempontból az amerikai Billboard 200-as listán a 66. helyen végzett, míg a Dance/Electronic Albums listán első helyezett lett.

## Háttér és felvételek
2020. március 2-án Lady Gaga amerikai énekesnő bejelentette, hogy Chromatica című hatodik stúdióalbuma április 10-én fog megjelenni. Nem sokkal később a megjelenést elhalasztották a Covid19-pandémia miatt, így az album végül 2020. május 29-én került fel a boltok polcaira.
2021. április 4-én Bloodpop, az album egyik executive producere a Twitteren egy lehetséges remixalbumról írt és azt kérdezte követőit, hogy kit szeretnének a lemezen látni. Később saját tweetjére válaszolva megjelölte benne Rina Sawayama japán-brit énekesnőt, aki erre egy mosolygós hangulatjellel reagált. BloodPop azt is megerősítette, hogy Charli XCX angol előadóval dolgozik a 911 remixén, valamint hogy az albumon rajta lesz a Babylon Haus Labs mix verziója. Május 8-án, szintén a Twitteren, BloodPop elárulta, hogy Dorian Electra amerikai énekes is szerepel majd az albumon. A 2021-es Brit Awards-on egy interjú során Sawayama is elárulta, hogy a munkálatok folynak és ő is kiveszi részét bennük, méghozzá a Free Woman című dalban.
Május 12-én Charli XCX megerősítette, hogy a 911 remix munkálatai megkezdődtek. Ugyanabban a hónapban Bree Runway elárulta a The Jonathan Ross Show-ban adott interjújában, hogy ő is részt vesz a remixalbum készítésében, majd augusztus 10-én a Babylon dalszövegét írta ki Twitter oldalára. Ugyanazon a napon Ashnikko is megerősítette szereplését az albumon, valamint Gaga először tweetelt az album létezéséről. Pabllo Vittar utalt rá, hogy szerepelni fog a Fun Tonight remixén, illetve Lil Texas a Sine from Above című dal remixéből mutatott be egy rövid részletet. Az albumon szerepel még Arca venezuelai énekesnő a Rain on Me, valamint Shygirl a Sour Candy remixein.
2021 júliusában Grimes kanadai énekes Discord csatornáján bejelentette, hogy elkészítette a Chromatica három zenekari átvezetésének remixeit. Megemlítette, hogy eredetileg lekéste azt a határidőt, amikor be kellett nyújtania a remixeit a lemezkiadónak, de később azt gondolta, hogy a projekt késése miatt mégis be tudja nyújtani azokat. Az album hivatalos bejelentése után, 2021. augusztus 30-án azonban nyilvánvalóvá vált, hogy Grimes közreműködése mégsem került bele a projektbe. Jackie Extreme amerikai producer is közreműködött a Sour Candy remixében, de az ő verziója végül nem került fel a lemezre. Habár BloodPop utalt arra, hogy Gaga és az elhunyt Sophie skót producer közreműködése, melyet nem válogatták be az eredeti albumra, most a remixalbumon helyen kap, azonban ez mégsem valósult meg.

## Kiadás
A Dawn of Chromatica remixalbumot 2021. augusztus 30-án jelentette be az énekesnő hivatalosan, amely 2021. szeptember 3-án vált elérhetővé digitális letöltés formájában, valamint a streaming szolgáltatók platformján. CD formátuma 2021. november 19-én, míg a bakelitlemez kiadása 2022. március 25-én jelent meg.

## Kereskedelmi fogadtatás
Az Egyesült Államokban a Dawn of Chromatica a 66. helyen debütált a Billboard 200 albumlistán 11 000 albummal egyenértékű egységgel, míg a Dance/Electronic Albums listán első helyezett lett. Ezzel Gaga elérte a legtöbb listavezető dance albummal rendelkező előadó rekordját (Louie DeVito; 7 albummal), valamint tovább hosszabbította saját rekordját, mint a legtöbb kumulatív hetet első helyen lévő előadó (211 hét). Továbbá Gaga lett a zenetörténelem első előadója, aki a Dance/Electronic Albums listájának első négy helyét elfoglalta ugyanazon a hét alatt Dawn of Chromatica, Born This Way (2011), The Fame (2008) és Chromatica (2020) albumaival.

## Az albumon szereplő dalok listája
| Dawn of Chromatica dallista | Dawn of Chromatica dallista                                                         | Dawn of Chromatica dallista | Dawn of Chromatica dallista | Dawn of Chromatica dallista | Dawn of Chromatica dallista | Dawn of Chromatica dallista | Dawn of Chromatica dallista | Dawn of Chromatica dallista | Dawn of Chromatica dallista |
|                             | Cím                                                                                 | Szerző(k) | Hossz                       |                             |                             |                             |                             |                             |                             |
| --------------------------- | ----------------------------------------------------------------------------------- | --- | --------------------------- | --------------------------- | --------------------------- | --------------------------- | --------------------------- | --------------------------- | --------------------------- |
| 1.                          | Alice (Lsdxoxo remix)                                                               | Gaga, BloodPop, Axel Hedfors, Justin Tranter, Johannes Klahr                                                                            | 2:40                        |                             |                             |                             |                             |                             |                             |
| 2.                          | Stupid Love (Coucou Chloe remix)                                                    | Gaga, BloodPop, Max Martin, Martin Joseph Léonard Bresso, Ely Rise                                                                      | 2:36                        |                             |                             |                             |                             |                             |                             |
| 3.                          | Rain on Me (Ariana Grandéval; Arca remix)                                           | Gaga, BloodPop, Matthew Burns, Nija Charles, Rami Yacoub, Bresso, Grande, Alexander Ridha                                               | 4:23                        |                             |                             |                             |                             |                             |                             |
| 4.                          | Free Woman (Rina Sawayama and Clarence Clarity remix)                               | Gaga, BloodPop, Hedfors, Klahr | 3:53                        |                             |                             |                             |                             |                             |                             |
| 5.                          | Fun Tonight (Pabllo Vittar remix)                                                   | Gaga, BloodPop, Burns, Yacoub | 2:20                        |                             |                             |                             |                             |                             |                             |
| 6.                          | 911 (Charli XCX and Ash Cook remix)                                                 | Gaga, BloodPop, Madeon, Tranter | 4:13                        |                             |                             |                             |                             |                             |                             |
| 7.                          | Plastic Doll (Ashnikko remix)                                                       | Gaga, BloodPop, Skrillex, Yacoub, Jacob "Jkash" Hindlin                                                                                 | 2:23                        |                             |                             |                             |                             |                             |                             |
| 8.                          | Sour Candy (a Blackpinkkel; Shygirl and Mura Masa remix)                            | Gaga, BloodPop, Burns, Yacoub, Madison Emiko Love, Teddy Park                                                                           | 3:45                        |                             |                             |                             |                             |                             |                             |
| 9.                          | Enigma (Doss remix)                                                                 | Gaga, BloodPop, Burns, Hindlin | 4:29                        |                             |                             |                             |                             |                             |                             |
| 10.                         | Replay (Dorian Electra remix)                                                       | Gaga, BloodPop, Burns | 3:49                        |                             |                             |                             |                             |                             |                             |
| 11.                         | Sine from Above (Elton Johnnal; Chester Lockhart, Mood Killer, and Lil Texas remix) | Gaga, BloodPop, John, Hedfors, Klahr, Yacoub, Richard Zastenker, Ryan Tedder, Sebastian Ingrosso, Rice, Vincent Pontare, Salem Al Fakir | 4:10                        |                             |                             |                             |                             |                             |                             |
| 12.                         | 1000 Doves (Planningtorock remix)                                                   | Gaga, BloodPop, Bresso, Yacoub | 5:05                        |                             |                             |                             |                             |                             |                             |
| 13.                         | Babylon (Bree Runway and Jimmy Edgar remix)                                         | Gaga, BloodPop, Burns | 2:48                        |                             |                             |                             |                             |                             |                             |
| 14.                         | Babylon (Haus Labs version)                                                         | Gaga, BloodPop, Burns | 3:01                        |                             |                             |                             |                             |                             |                             |
| 49:41                       |                                                                                     | |                             |                             |                             |                             |                             |                             |                             |

## Slágerlistás helyezések
| Lista (2021–2022)                           | Legjobb helyezés |
| ------------------------------------------- | ---------------- |
| Ausztrália (ARIA Top 50 Albums)             | 31               |
| Belgium (Ultratop Flandria)                 | 67               |
| Belgium (Ultratop Vallónia)                 | 85               |
| Kanada (Billboard Canadian Albums Chart)    | 89               |
| Hollandia (Dutch Charts Album Top 100)      | 97               |
| Franciaország (SNEP Album Top 100)          | 108              |
| Görögország (IFPI)                          | 39               |
| Magyarország (MAHASZ Top 40 albumlista)     | 38               |
| Írország (OCC)                              | 45               |
| Olaszország (FIMI Album Top 20)             | 49               |
| Japán (Oricon)                              | 279              |
| Litvánia (AGATA)                            | 72               |
| Egyesült Királyság (Scottish Albums)        | 26               |
| Spanyolország (PROMUSICAE Top 100 Álbumes)  | 71               |
| Egyesült Királyság (UK Albums Chart)        | 56               |
| USA Billboard 200                           | 66               |
| USA Top Dance/Electronic Albums (Billboard) | 1                |
| Új-Zéland (Recorded Music NZ Top 40 Albums) | 32               |

## Megjelenési történet
| Régió       | Dátum               | Formátum(ok)                 | Kiadó(k)              | Forr.  |
| ----------- | ------------------- | ---------------------------- | --------------------- | ------ |
| Világszerte | 2021. szeptember 3. | Digitális letöltés streaming | Interscope Streamline | [ 16 ] |
| Világszerte | 2021. november 19.  | CD                           | Interscope Streamline | [ 17 ] |
| Világszerte | 2022. március 25.   | Bakelitlemez                 | Interscope Streamline | [ 18 ] |

## Fordítás
- Ez a szócikk részben vagy egészben  a   Dawn of Chromatica című angol Wikipédia-szócikk fordításán alapul.  Az eredeti cikk szerkesztőit annak laptörténete sorolja fel. Ez a jelzés csupán a megfogalmazás eredetét és a szerzői jogokat jelzi, nem szolgál a cikkben szereplő információk forrásmegjelöléseként.